# 현경준
현경준(玄卿駿, 1909년 2월 29일~?)은 한국의 작가이다. <동아일보> 기자 및 광복 직후 북조선예술가총연맹 함북 중앙위원으로 활동했다. 1934년 <마음의 태양(太陽)>을 <조선일보>(1934. 5. 18-9. 15)에 발표하여 등단하였다. 주요 작품으로 <격랑> <별> <사생첩> <길> 등을 발표. 그는 생활문학과 예술 문학에 대해 고민하였으며, 목적의식이 강한 작품세계를 지향하려 했다고 평가받는다.

## 생애
현경준(玄卿駿)은 1909년 2월 29일, 함경북도 명천군 하가면 화태리에서 태어났다. 경운생(耕雲生), 금남(錦南)이라는 호를 썼으며, 김경운(金卿雲)이라는 이름을 사용하기도 했다.
1925년 경성고보에 입학했다가 1927년 3학년 1학기에 ‘당시(當時) 거세게 밀려온 시대(時代)의 조류(潮流)’(좌익사상운동)로 인하여 학업을 중단하고 시베리아로 가서 사회주의를 체험하며 유랑생활을 한다. 1929년 귀국하여 평양숭실중학, 일본 동경의 모지 도요쿠니(門司豐國)중학, 일본 간사이 대학 등에서 공부하다가 사상사건에 연루되어 학교를 중퇴하고 귀국했다. 이후 만주로 이주하여 1937년부터 1940년 7월까지 북간도(연변) 도문의 백봉국민우급학교에서 교원생활을 하였고 1940년 8월부터 ≪만선일보≫에서 반 년 간 기자생활을 하였다. 1934년 9월 ≪조선일보≫에서 주최한 ‘혁신기념사업장편소설응모’에 중편소설 ＜마음의 태양(太陽)＞이 이석(二席)으로 입선돼 문단에 데뷔한다. 1935년 1월 ≪동아일보≫ 신춘문예에 단편소설 ＜격랑(激浪)＞이 당선되면서부터 본격적인 문학 활동을 시작한다.
1945년 광복 후 북한에서 활동한 현경준은 함경북도 예술공작단 단장, 조소문화협회 함경북도위원장, 문학동맹 함경북도위원장 등을 역임하면서 1949년 중편소설 ＜불사조＞를 발표하였고, 1950년 6·25전쟁 때 종군작가로 참전했다.